# Fiona Caldicott

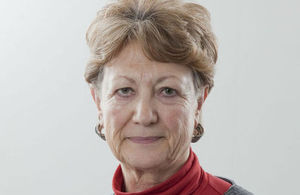
Fiona Caldicott, 2014

Fiona Caldicott, DBE (* 12. Januar 1941 in Troon, Ayrshire, Schottland; † 15. Februar 2021) war eine britische Medizinerin, Psychiaterin und Hochschullehrerin. Sie war 1990 die erste Dekanin und 1993 die erste Präsidentin des Royal College of Psychiatrist. Von 2014 bis 2021 war sie nationale Datenschutzbeauftragte.

## Leben und Werk
Caldicott war die älteste Tochter des Rechtsanwalts Joseph Maurice Soesan und der Beamtin Elizabeth Jane (geb. Ransley).  Sie besuchte mit einem Stipendium die City of London School for Girls und studierte dann Medizin und Physiologie am St Hilda’s College in Oxford, wo sie 1966 den Bachelor of Medicine, Bachelor of Surgery (BM BCh) erhielt. Sie praktizierte dann als Allgemeinmedizinerin in Coventry.
1965 heiratete sie Robert Gordon Woodruff Caldicott, mit dem sie zwei Kinder bekam. Nach der Geburt ihrer Tochter und ihres Sohnes absolvierte sie ihre psychiatrische Ausbildung und arbeitete im County Mental Hospital in Warwick. 1979 wurde sie Fachärztin für Psychiatrie und Psychotherapie und hatte bis 1996 eine Reihe von klinischen Lehrpositionen in Coventry und Birmingham.
Sie war die erste Frau, die von 1990 bis 1993 Dean und bis 1996 Präsidentin des Royal College of Psychiatrists war. Anschließend war sie bis 2010 Rektorin des Somerville College in Oxford und gleichzeitig Pro Vice-Chancellor für Personal und Chancengleichheit der Universität Oxford und Vorsitzende des Personalausschusses.
Caldicott war Präsidentin der British Association for Counseling and Psychotherapy und von 1995 bis 1996 Vorsitzende der Academy of Medical Royal Colleges. Von 2009 bis 2019 war sie Vorsitzende des NHS Foundation Trust der Oxford University Hospitals und von 2011 bis 2013 Vorsitzende des nationalen Information Governance Board für Gesundheit und Soziales.

## Caldicott-Komitee
Der Chief Medical Officer für England und Wales beauftragte Caldicott eine Überprüfung des Schutzes von Patientendaten zu leiten. Es herrschte Besorgnis darüber, wie die Entwicklung von IT-Systemen Informationen über Patienten verbreiten könnte, die zuvor in den Räumlichkeiten der Ärzte vor Ort geschützt geblieben waren.
1996 wurden Leitlinien zum Schutz und zur Verwendung von Patienteninformationen veröffentlicht, und es bestand die Notwendigkeit, das Bewusstsein dafür auf allen Ebenen des National Health Service (NHS) zu fördern. Unter dem Vorsitz von Caldicott wurde ein Hauptausschuss eingesetzt, der als Caldicott-Komitee bekannt wurde.
Das Caldicott-Komitee war verantwortlich für die Überprüfung aller patientenidentifizierbaren Informationen, die von NHS-Organisationen an andere NHS- oder Nicht-NHS-Einrichtungen zu anderen Zwecken als der direkten Versorgung, der medizinischen Forschung oder für den Fall, dass eine gesetzliche Informationspflicht besteht, weitergegeben werden. Der Ausschuss sollte jeden Fluss von patientenidentifizierbaren Informationen prüfen und den NHS-Vorstand beraten, ob die Patientenidentifikation durch den Zweck gerechtfertigt war und ob Maßnahmen zur Minimierung des Risikos einer Verletzung der Vertraulichkeit wünschenswert waren.
Es entstand der Caldicott Report,  der Theorie und Praxis der ärztlichen Schweigepflicht nachhaltig beeinflusst hat und im Dezember 1997 veröffentlicht wurde. Die ersten sechs Caldicott-Prinzipien besagen, dass vertrauliche Informationen nur dann verwendet werden sollten, wenn dies für einen gerechtfertigten Zweck, im Rahmen des Gesetzes und streng nach dem Need-to-know-Prinzip unbedingt erforderlich ist. Eine Empfehlung, dass NHS-Organisationen jeweils einen Vormund haben sollten, um die Vertraulichkeit der Patienten zu wahren, war auch Teil des Caldicott-Berichts von 1997, der 1998 zur Einführung der sogenannten Caldicott-Wächter führte. Heute gibt es über 22000 Caldicott Guardians in Großbritannien und Übersee.
2012 wurde Caldicott von der Regierung gebeten, eine zweite Untersuchung zu leiten, die als Information Governance Review bekannt ist. Das Hauptergebnis war ein siebtes Caldicott-Prinzip, das zu den anderen sechs hinzugefügt wurde. Die Regierung akzeptierte alle 26 Empfehlungen in ihrem Bericht, und die Außenministerin bat Caldicott ein neues unabhängiges Gremium einzurichten, um die Fortschritte zu überwachen und das gesamte Gesundheits- und Pflegesystem unabhängig zu beraten.

## Nationale Datenschutzbeauftragte für Gesundheit und Soziales
Caldicott wurde im November 2014 die erste National Data Guardian for Health and Social Care des Vereinigten Königreichs, die sicherstellte, dass die vertraulichen Informationen der Bürger sicher geschützt und ordnungsgemäß verwendet werden.
Eine dritte formelle Überprüfung für die Regierung wurde im Juni 2016 veröffentlicht. Diese legte 10 Standards der Datensicherheit für Gesundheits- und Pflegeorganisationen fest und bildete die Grundlage für die aktuelle Arbeit dieser Dienste zur Stärkung der Cyberabwehr. Sie empfahl auch ein neues Zustimmungs-/Abmeldemodell, um den Menschen eine klare Wahl zu geben, wie ihre personenbezogenen vertraulichen Daten für Zwecke verwendet werden, die über ihre individuelle Betreuung hinausgehen.
Im Dezember 2018 wurde der Health and Social Care (National Data Guardian) Act 2018 in Kraft gesetzt und Caldicott 2019 als erste gesetzliche Inhaberin der Position durch den Minister für Gesundheit und Soziales bestätigt.
Caldicott setzte trotz der Diagnose Bauchspeicheldrüsenkrebs ihre Arbeit als National Data Guardian bis kurz vor ihrem Tod im Alter von 80 Jahren fort.

## Auszeichnungen und Ehrungen
- Fellow of the Royal College of Physicians of London
- Fellow des Royal College of Physicians of Ireland
- Fellow of the Royal College of Psychiatrists
- Fellow of the Academy of Medical Sciences (United Kingdom)
- Fellow of the Royal College of General Practitioners
- Honory Fellow des Somerville College, Oxford[8]
- 1996: Ehrenmitglied des St. Hilda's College, Oxford
- 1996: Dame Commander of the Order of the British Empire
- 2018: Lifetime Achievement Award des Royal College of Psychiatrists[9][10]